# CN Posillipo
CN Posillipo (em italiano: Circolo Nautico Posillipo) é um clube de polo aquático italiano da cidade de Napoli. atualmente na Serie A1. É um dos clubes mais vitoriosos do polo aquático italiano.'

## História
CN Posillipo foi fundado em 1925.

## Títulos
- LEN Champions League
  - 1997, 1998, 2005
- LEN Super Cup
  - 2005
- Liga Italiana
  - 1985, 1986, 1988, 1989, 1993, 1994, 1995, 1996, 2000, 2001, 2004
- Coppa Italia
  - 1987